# Cryptographis aclista
Cryptographis aclista là một loài bướm đêm trong họ Crambidae.